# Simone Vitale
Simone Vitale (* 1. März 1986 in Sora) ist ein italienischer Fußballspieler, der seit 2004 bei Pescara Calcio in der Serie B unter Vertrag steht.

## Karriere
Simone Vitale begann seine Karriere bei Pescara Calcio, bei dem er zur Saison 2004/05 in den Profikader aufgenommen wurde und bis zum Saisonende vier Partien in der Serie B absolvierte. Sein Profidebüt gab der Abwehrspieler am 11. September 2004 im Heimspiel gegen Piacenza Calcio, die Partie wurde mit 1:2 verloren und zum Saisonende stieg er mit Pescara nur aufgrund des Zwangsabstiegs des CFC Genua nicht in die Serie C1 ab. Im Sommer 2005 wurde er an den Viertligisten FC Pro Vasto verliehen. Dort bestritt er in seiner ersten Spielzeit 27 Ligaspiele und erzielte einen Treffer. Auch in der folgenden Saison zählte der Verteidiger zum Stammkader und lief in 30 Partien für Pro Vasto auf.
Im Sommer 2007 kehrte Vitale zu Pescara zurück. Während er in den Spielzeiten 2007/08 und 2008/09 quasi jedes Ligaspiel für die Mannschaft absolvierte, verlor er zur Saison 2009/10 seinen Stammplatz in der Defensive der Delfini. Am 24. Januar 2010 erzielte er nach seiner Einwechslung zur 73. Minute im Auswärtsspiel bei der AS Pescina Valle del Giovenco innerhalb von sieben Minuten beide Tore für Pescara.
Zum Saisonende 2009/10 gelang ihm mit Pescara der Aufstieg in die zweithöchste Spielklasse. In den Play-off-Finals setzte sich die Mannschaft gegen Hellas Verona durch.